# سلطان نصير
سلطان نصير هي قرية في مقاطعة نائين، إيران. يقدر عدد سكانها بـ 18 نسمة بحسب إحصاء 2016.